# Генеральний штаб Збройних сил України

Нарукавний знак Генерального штабу ЗС України з 2017 по 2025 рік.

Генеральний штаб Збройних сил України (ГШ ЗСУ) — головний військовий орган з планування оборони держави, управління застосуванням Збройних сил України, координації та контролю за виконанням завдань у сфері оборони іншими утвореними відповідно до законів України військовими формуваннями, органами виконавчої влади, органами місцевого самоврядування, правоохоронними органами, Державною спеціальною службою транспорту і Державною службою спеціального зв'язку та захисту інформації України.
Є робочим органом Ставки Верховного Головнокомандувача Збройними Силами України.

## Законодавчий статус
Генеральний штаб ЗСУ у своїй діяльності керується Конституцією (254к/96-ВР) і законами України, постановами Верховної Ради України, актами Президента України, Кабінету Міністрів України, директивами і наказами Міністра оборони України.
Основним документом, який детально регламентує його діяльність є Положення «Про Генеральний штаб Збройних Сил України» затверджене Указом Президента України від 30 січня 2019 року N 23/2019.

## Підпорядкування
Відповідно до Конституції України, Закону України «Про оборону України» та Закону України «Про збройні Сили України», Генеральний штаб ЗСУ підпорядковується безпосередньо Головнокомандувачу Збройних сил України.

## Історія

### Після відновлення незалежності
У Збройних силах України Генеральний Штаб був створений в 1992 році на базі штабу Київського військового округу після розпаду Радянського Союзу та створення Міністерства оборони України.

## Функції

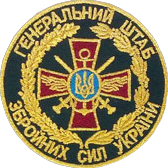
Нарукавний знак Генерального штабу ЗСУ старого зразка

В особливий період Генеральний штаб є робочим органом Ставки Верховного Головнокомандувача Збройних Сил України.

## Структура

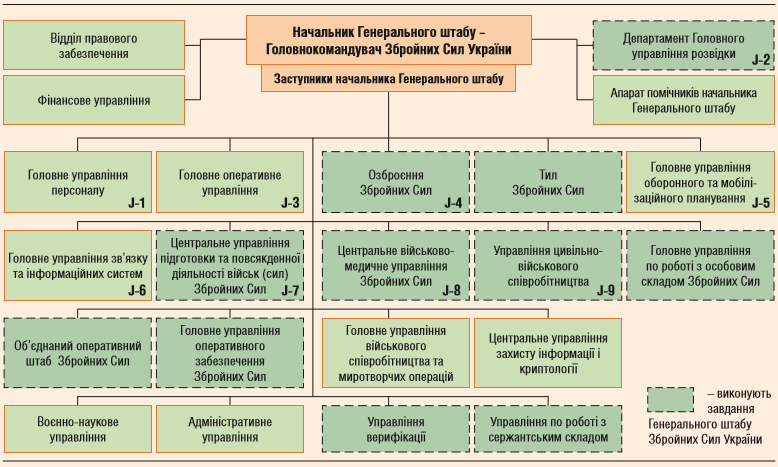
Структура ГШ ЗСУ станом на 1.01.2016 р.

- Головнокомандувач Збройних сил України
- Начальник Генерального штабу
- Об'єднаний оперативний штаб
  - Управління правового забезпечення
  -  Департамент Головного управління розвідки J-2
  - Фінансове управління
  - Апарат помічників начальника Генерального штабу
  - Заступники начальника Генерального штабу:
    -  Головне управління по роботі з особовим складом ЗСУ, Головне управління морально-психологічного забезпечення ЗСУ
    - Головне управління персоналу J-1
    - Головне оперативне управління J-3 (начальник Шутов Олександр Володимирович)
    - Головне управління логістики J-4[3][4]
      - Командування сил логістики Збройних Сил України[5]
      -  Озброєння збройних сил
      -  Тил збройних сил

    - Головне управління оборонного та мобілізаційного планування J-5
    - Головне управління зв'язку та інформаційних систем J-6
    - Головне управління підготовки Збройних Сил J-7
    - Головне військово-медичне управління ЗСУ J-8
    - Центральне управління безпеки військової служби[6]
    - Головний командний центр
    - Управління спеціальних операцій (т.в.о. начальника Назаркін В'ячеслав Миколайович)
    - Головне управління оперативного забезпечення Збройних Сил
    - Управління верифікації
    - Центральне управління захисту інформації і криптології
    - Головне управління військового співробітництва та миротворчих операцій
    -  Воєнно-наукове управління[7][8]
      - воєнно-історичний відділ (створений у липні 2016 року)[9], начальник — полковник Бідний Віталій Анатолійович

    - Військово-музичне управління Збройних сил України
    - Адміністративне управління
    - Головне фінансово-економічне управління

## Реформування
Для забезпечення проведення воєнної реформи у 2015 році Міністерство оборони підготувало та затвердило Стратегію національної безпеки України, провело оборонний огляд, за підсумками якого була прийнята нова Воєнна доктрина України.
На початку 2016 року в Уряді проходили розгляд «Концепція розвитку сектору безпеки і оборони України», «Стратегічний оборонний бюлетень України», «Державна цільова оборонна програма розвитку озброєння та військової техніки Збройних Сил України на період до 2020 року».
Усі ці документи формують основні пріоритети національної безпеки України у воєнній сфері з максимальною адаптацією оборонних спроможностей держави до стандартів НАТО.
В січні 2016 року міністр оборони України Степан Полторак зазначив, що основна мета реформування Збройних сил — це підвищення боєготовності і перехід на стандарти НАТО для взаємодії з країнами — членами Альянсу.
Програмою Міноборони з військової стандартизації на 2016—2018 роки передбачено розроблення ще понад 70 стандартів, серед яких найважливішими є бойові статути Сухопутних військ та настанови з підготовки та застосування військ, спрямовані на підвищення рівня сумісності Збройних Сил України з країнами-членами НАТО. А вже до кінця 2019 року має відбутись реформування Генерального штабу Збройних Сил України, в ході якого в діяльність головного та інших органів військового управління будуть впроваджені принципи, прийняті в державах — членах НАТО. Протягом 2016—2017 років будуть проведені реорганізаційні заходи управлінської вертикалі Головного управління персоналу (J1), Головного управління оборонного та мобілізаційного планування Генерального штабу (J5), створені Головне управління логістики (J4) та Головне управління підготовки (J7). Набуде спроможностей Командування Сил спеціальних операцій. До кінця 2018 року буде завершено створення Командування сил Логістики.

## Керівництво

### Начальник

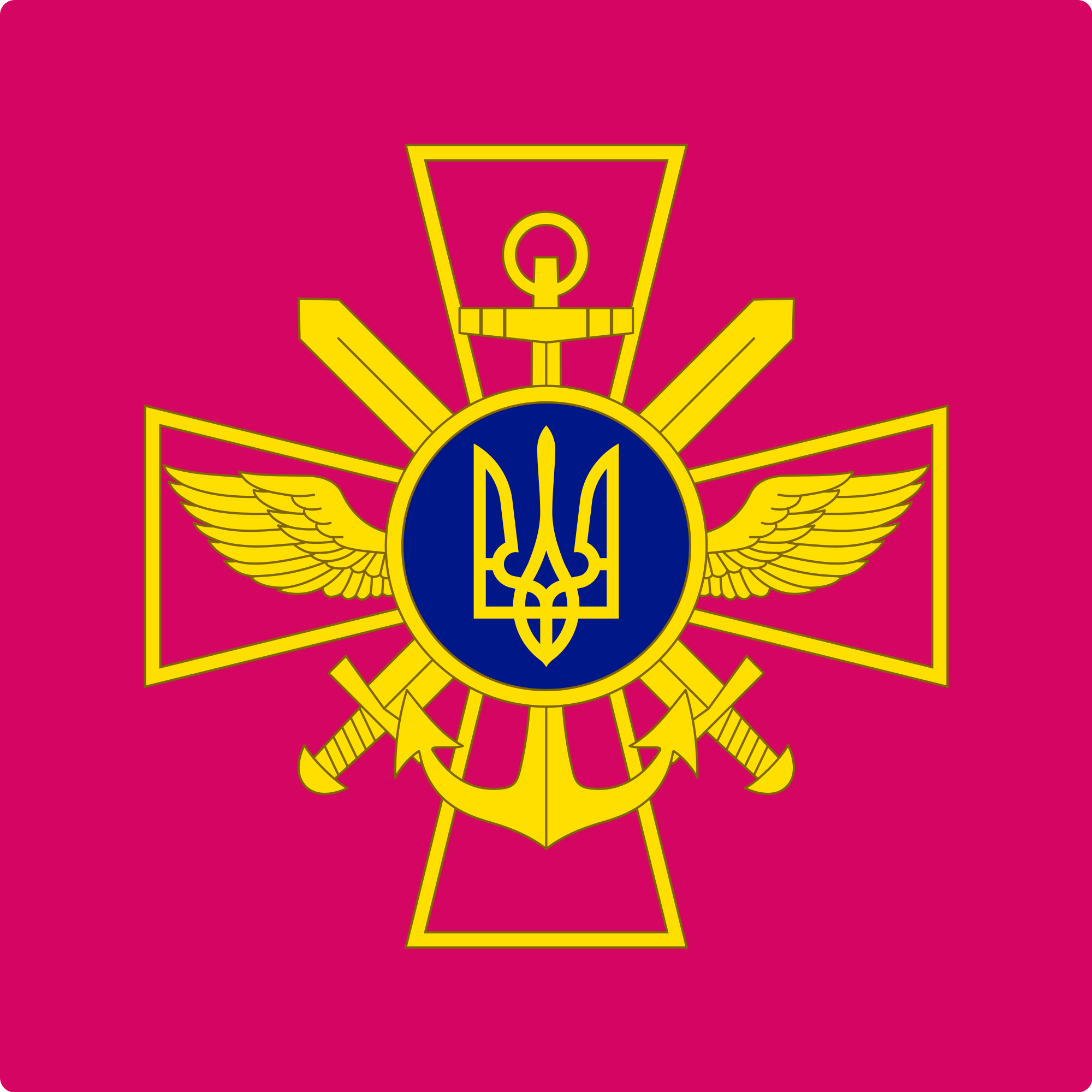
Штандарт начальника Генерального штабу Збройних Сил України

- 28.02—03.07.2014: генерал-лейтенант Куцин Михайло Миколайович
- 03.07.2014—21.05.2019: генерал армії Муженко Віктор Миколайович
- 21.05.2019—27.03.2020: генерал-лейтенант Хомчак Руслан Борисович
- 27.03.2020—28.07.2021: генерал-лейтенант Корнійчук Сергій Петрович
- 28.07.2021—09.02.2024: генерал-майор Шаптала Сергій Олександрович
- 09.02.2024—16.03.2025: генерал-майор Баргилевич Анатолій Владиславович[14][15]
- з 16.03.2025: генерал-майор Гнатов Андрій Вікторович[16]

### Апарат
- Перший заступник начальника Генерального штабу Збройних Сил України генерал-полковник Ігор Колесник[17]
- Заступник начальника Генерального штабу Збройних сил України —  генерал-лейтенант Наєв Сергій Іванович[18]
- Заступник начальника Генерального штабу Збройних Сил України — генерал-лейтенант Тимошенко Радіон Іванович
- Головний сержант Збройних сил України — головний майстер-сержант Косинський Олександр Юрійович[17]
- Начальник Головного оперативного управління — заступник начальника Генерального штабу — генерал-лейтенант Бокій Віктор Григорович[19]
- Начальник Головного управління персоналу — заступник начальника Генерального штабу — генерал-майор Лисенко Ігор Євгенович[19]
- Начальник Головного управління оборонного планування — заступник начальника Генерального штабу — генерал-лейтенант Локота Олександр Дмитрович[20]
- Начальник Головного управління військового співробітництва та миротворчих операцій — генерал-лейтенант Голопатюк Леонід Станіславович[21]
- Начальник військ зв’язку Збройних Сил України — начальник Головного управління зв’язку та інформаційних систем — генерал-лейтенант Рапко Володимир Васильович[22]
- Перший заступник начальника Головного оперативного управління — генерал-майор Назаров Віктор Миколайович[23]
- Перший заступник начальника Головного управління персоналу — генерал-майор Думенко Микола Петрович[24]
- Перший заступник начальника Головного управління оборонного планування — генерал-майор Талалай Володимир Дмитрович[25]
- перший заступник начальника Військ зв'язку Збройних Сил України — генерал-майор Остапчук Віктор Миколайович[26]

#### Операція об'єднаних сил
- Командувач Об'єднаних сил —  генерал-майор Кравченко Володимир Анатолійович.
- Начальник штабу —  перший заступник командувача Об’єднаних сил —  генерал-майор Танцюра Ігор Іванович.[27]

#### Головне управління підготовки Збройних Сил України
- Начальник Головного управління підготовки Збройних Сил України — заступник начальника Генерального штабу — полковник Таран Олексій Валерійович[19]
- Перший заступник начальника — полковник Подолян Ігор Васильович[28]

#### Головне управління логістики Збройних Сил України
- Начальник Головного управління логістики — заступник начальника Генерального штабу — генерал-лейтенант Гаврилюк Іван Юрійович[29]
- Перший заступник начальника — полковник Марцеха Валерій Васильович[30]

#### Головне управління морально-психологічного забезпечення Збройних Сил України
- Начальник головного управління морально-психологічного забезпечення — бригадний генерал Владислав Клочков
- Перший заступник начальника — полковник Яцентюк Володимир Миколайович[31]